# Rock am Ring
Rock am Ring – festiwal muzyki rockowej organizowany w okresie letnim od 1985. Do 2014 odbywał się on na torze Nürburgring w miejscowości Nürburg w Niemczech. Natomiast w 2015. festiwal został przeniesiony na lotnisko w Mendig, aby po dwóch latach wrócić na Nürburgring. Jest to największy festiwal muzyczny w tym kraju i jeden z największych w Europie.
Na dwudziestej edycji organizowanej od 2 do 4 czerwca 2006 wystąpili: Metallica, Guns N’ Roses, Angels & Airwaves, Trivium, Alter Bridge, Avenged Sevenfold, Cradle of Filth, Depeche Mode, Placebo, Morrissey, Franz Ferdinand, Korn, Deftones, Editors, Die Ärzte, Nelly Furtado, Sportfreunde Stiller, Kaiser Chiefs, Tool, Jamiroquai, Dir En Grey, Atreyu, In Flames, Opeth, The Bloodhound Gang, Kagerou, Danko Jones, Bullet for My Valentine, Marilyn Manson, Alice in Chains.
W 2007 roku festiwal Rock am Ring odbył się pomiędzy 1 a 3 czerwca. W tej edycji wystąpili: Linkin Park, Good Charlotte, The Smashing Pumpkins, Die Ärzte, The White Stripes, Muse, Beatsteaks, Billy Talent, Mando Diao, Evanescence, Korn, Wir sind Helden, Slayer, Velvet Revolver, Travis, Dave Matthews Band, The Hives, Arctic Monkeys, My Chemical Romance, Kaiser Chiefs, MIA, Jan Delay & Disco No.1, The Kooks, Wolfmother, Stone Sour, 30 Seconds to Mars, Maxïmo Park, Type O Negative.

## Edycje festiwalu
- 25 – 26 maja 1985
  - zagrali: U2, Joe Cocker, Foreigner, Marius Müller-Westernhagen
- 14 – 15 maja 1986
  - zagrali: INXS, Simply Red, Talk Talk, The Bangles
- 6 – 7 czerwca 1987
  - zagrali: Udo Lindenberg, UB40, David Bowie, Eurythmics
- 6 – 7 czerwca 1988
  - zagrali: Marius Müller-Westernhagen, Fleetwood Mac, Chris Rea
- 28 – 30 czerwca 1991
  - zagrali: Toto, INXS, Sting, The Sisters of Mercy, The Jeremy Days(inne języki)
- 5 – 7 czerwca 1992
  - zagrali: Marillion, Saga, Bryan Adams, Elton John, Pearl Jam
- 29 – 30 maja 1993
  - zagrali: Faith No More, Brian May, Ugly Kid Joe, INXS
- 21 – 23 maja 1994
  - zagrali: Aerosmith, Peter Gabriel, Clawfinger, Nina Hagen, Rage Against the Machine, The Smashing Pumpkins
- 3 – 4 czerwca 1995
  - zagrali: Van Halen, Bon Jovi, Megadeth, Otto Waalkes(inne języki), The Pretenders
- 24 – 26 maja 1996
  - zagrali: KISS, Bryan Adams, Herbert Grönemeyer, Die Toten Hosen, Sting, The Fugees, Alanis Morissette, Héroes del Silencio, Bush, Mike and the Mechanics, Sepultura, Rancid, Paradise Lost
- 16 – 18 maja 1997
  - zagrali: KISS, Aerosmith, Die Ärzte, Supertramp, Texas, Neneh Cherry, Faith No More
- 29 – 31 maja 1998
  - zagrali: Bob Dylan, Genesis, Ozzy Osbourne, Rammstein, BAP(inne języki), The Prodigy, Bad Religion, The Smashing Pumpkins
- 21 – 23 maja 1999
  - zagrali: Metallica, Bryan Adams, Alanis Morissette, Xavier Naidoo, Robbie Williams, Faithless, Skunk Anansie
- 9 – 11 czerwca 2000
  - zagrali: Pearl Jam, Die Toten Hosen, Sting, Oasis, Eurythmics, Korn, Rage Against the Machine
- 1 – 3 czerwca 2001
  - with Blackmail, Limp Bizkit, Linkin Park, Radiohead, Alanis Morissette, Kid Rock, OutKast, Reamonn, HIM, (həd) pe, Mudvayne
- 17 – 19 maja 2002
  - zagrali: Lenny Kravitz, Carlos Santana, Faithless, Neil Young, Jamiroquai, Wyclef Jean, P.O.D., Ozzy Osbourne, Alien Ant Farm, System of a Down, Bad Religion
- 6 – 8 czerwca 2003
  - piątek, 6 czerwca 2003, Nürburgring: Iron Maiden, Zwan, The Cardigans, Maná, Lifehouse, The Donnas, Murderdolls, Reamonn, Silverchair, The Hives, The Dandy Warhols, Die Happy, Blackmail, Mia, Joachim Deutschland, Whyte Seeds
  - sobota, 7 czerwca 2003, Nürburgring: Placebo, Audioslave, Evanescence, Apocalyptica, Stone Sour, Clawfinger, Emil Bulls, Dave Gahan, Stereophonics, Badly Drawn Boy, Turin Brakes, Tomte, The Ark, Saybia, Surrogat
  - niedziela, 8 czerwca 2003, Nürburgring: Metallica, Marilyn Manson, Deftones, Queens of the Stone Age, Disturbed, Boysetsfire, Moby, Beginner, ASD (Afrob & Samy Deluxe), Patrice, Saian Supa Crew, Deichkind, Kool Savas, Creutzfeld & Jakob, Rolf Stahlhofen
- 4 – 6 czerwca 2004
  - zagrali: Red Hot Chili Peppers, Muse, Evanescence, Die Toten Hosen, Faithless, Bad Religion, The International Ninja Demolition Squad, Avril Lavigne, Wir sind Helden, Linkin Park, Lostprophets, Motörhead, Sportfreunde Stiller, The Rasmus, Seeed, Korn, 3 Doors Down, Lagwagon, H-Blockx, Nickelback
- 3 – 5 czerwca 2005
  - zagrali: Iron Maiden, R.E.M., Melody Club, HIM, Green Day, Incubus, The Hives, Slayer, Marilyn Manson, 3 Doors Down, Velvet Revolver, Feeder, The Prodigy, The Chemical Brothers, Slipknot, Mötley Crüe, Fettes Brot, Mando Diao, Subway to Sally, Apocalyptica, Wir sind Helden, Die Toten Hosen, Wednesday 13, Dir En Grey, Kagerou, Maroon 5, Lostprophets
- 2 – 4 czerwca 2006
  - zagrali: Metallica, Guns N’ Roses, Angels & Airwaves, Trivium, Alter Bridge, Avenged Sevenfold, Cradle of Filth, Depeche Mode, Placebo, Morrissey, Franz Ferdinand, Korn, Deftones, Editors, Bela B., Nelly Furtado, Sportfreunde Stiller, Kaiser Chiefs, Tool, Jamiroquai, Dir En Grey, Atreyu, In Flames, Opeth, Bloodhound Gang, Kagerou, Danko Jones, Bullet for My Valentine, Alice in Chains, Stone Sour
- 1 – 3 czerwca 2007
  - zagrali: Linkin Park, Korn, Evanescence, Good Charlotte, Lamb of God, Killswitch Engage, Slayer, Arctic Monkeys, The Smashing Pumpkins, Stone Sour, My Chemical Romance, Muse, Billy Talent i inni.

- 6 – 8 czerwca 2008
  - zagrali: Metallica, The Offspring, Rage Against the Machine, Incubus, The Prodigy, Bad Religion, Opeth, Disturbed, In Flames, Die Toten Hosen, Simple Plan, Serj Tankian, HIM, Kid Rock, Bullet for My Valentine oraz inni.